# 묘갈

은신군(恩信君) 묘비(墓碑)

묘갈(墓碣)은 죽은 사람의 무덤 앞에 세운 작은 비석이다. 비석에는 무덤에 묻힌 인물의 직함, 별칭(자, 호), 이름 등을 새기는데, 지위가 높거나 명성이 있으면 명문(銘文)을 새기기도 한다. 명문을 새길 때에는 명문을 짓는 이유를 설명하는 서문(序文)을 포함하는 것이 일반적이다.

## 유래
- 중국 : 고대에는 무덤 앞에서 제사를 지내기 위한 희생물을 매어두는 용도로 비석을 설치하였다.[1] 또 해그림자를 표시하여 시각을 알리는 용도로 비석을 활용하였다. 후에 이 비석에 무덤 속 인물의 공덕을 기리는 글을 새기면서 묘갈을 세우는 풍습이 점차 확대되었다.[2]
- 조선 : 고려시대 최충(崔沖)의 '홍경사갈(弘慶寺碣)'을 묘갈의 시작으로 본다. 15세기 후반에 사림이 정계에 진출하여 성리학이 크게 보급되자 묘역을 치장하고 묘비를 세우는 것이 일반화되었다.

## 묘비의 종류
묘에 세우는 비석은 크게 묘표, 묘갈, 신도비로 나뉜다.
- 묘표(墓表) : 가장 간략한 형태의 비석이다. 앞면에 어떤 사람의 묘라는 것을 나타내는 신원(관직, 호, 이름 등)을 쓰고, 뒷면에 건립 연대를 새긴다. 연대를 쓴 곳에 자손 명단을 간략하게 넣기도 한다.
- 묘갈(墓碣) : 본래 가장 윗 부분을 둥글게 다듬어 세우는 형태의 비(비석)를 의미하였다.[3] 후대에 와서는 거북모양의 받침돌을 놓고 용모양의 머릿돌을 올리기도 하는 등 묘비와 묘갈의 구분이 사라졌다. 묘갈에 새긴 글에 명문과 서문이 같이 있으면 '묘갈명병서(墓碣銘幷序)', 명문만 있으면 '묘갈명(墓碣銘)'으로 비석의 제목인 비제(碑題)의 마지막 부분을 마무리한다.
- 신도비(神道碑) : 2품 이상 관직을 지냈거나 2품 이상으로 추증된 인물의 묘 앞에 세우는 비를 의미한다. 묘표 또는 묘갈과 별도로, 묘의 동남쪽 위치에 세운다.

## 같이 보기
- 신도비
- 묘비
- 묘비명
- 금석학